# Station Szczebrzeszyn LHS
Station Szczebrzeszyn LHS is een spoorwegstation in de Poolse plaats Brody Małe.